# West Slope, Oregon
West Slope là một khu ngoại ô chưa hợp nhất của Portland, Oregon, Hoa Kỳ và là một khu thống kê. Nó thuộc quận Washington, phía tây khu dân cư West Hills của Portland, phía đông bắc của Raleigh Hills và phía nam của Quốc lộ Hoa Kỳ 26.
Theo điều tra dân số Hoa Kỳ năm 2000, dân số của khu ngoại ô này là 6.442 người.
Một kế hoạch đã được quận và thành phố Beaverton đồng ý là West Slope được dự trù sáp nhập vào Beaverton vào năm 2010.

## Địa lý
West Slope nằm ở vị trí 45°29′50″B 122°46′26″T / 45,49722°B 122,77389°T.
Theo Cục điều tra dân số Hoa Kỳ, khu thống kê này có tổng diện tích 1,7 dặm vuông Anh (4,5 km²).